# Red Iberoamericana de Expertos en Discapacidad y Derechos Humanos
La Red Iberoamericana de Expertos en Discapacidad y Derechos Humanos (RIEDDH) es un programa internacional de la Fundación Aequitas (Consejo General del Notariado de España) en colaboración con la Agencia Española de Cooperación Internacional para el Desarrollo.
El objetivo fundamental de la red de expertos RIEDDH es ampliar el conocimiento y fomentar la implementación de la Convención sobre los Derechos de las Personas con Discapacidad mediante la participación con instituciones, universidades, y sociedad civil. En el marco de la defensa  y promoción de los derechos humanos de todas las personas, los expertos que constituyen esta Red internacional distribuyen sus trabajos en áreas de investigación específicas: Empleo, Accesibilidad, Capacidad Jurídica y Acceso a la Justicia.
La Convención sobre los Derechos de las Personas con Discapacidad es un texto jurídico internacional cuyo propósito es promover, proteger y asegurar el goce pleno y en condiciones de igualdad de todos los derechos humanos y libertades fundamentales por todas las personas con discapacidad, y promover el respeto de su dignidad inherente.
Los principios de la Convención son:
a) El respeto de la dignidad inherente, la autonomía individual, incluida la libertad de tomar las propias decisiones, y la independencia de las personas;
b) La no discriminación;
c) La participación e inclusión plenas y efectivas en la sociedad;
d) El respeto por la diferencia y la aceptación de las personas con discapacidad como parte de la diversidad y la condición humanas;
e) La igualdad de oportunidades;
f) La accesibilidad;
g) La igualdad entre el hombre y la mujer;
h) El respeto a la evolución de las facultades de los niños y las niñas con discapacidad y de su derecho a preservar su identidad.

## Historia
El Observatorio Hispano-Argentino de las Personas con discapacidad y situación de vulnerabilidad, es el precedente de este programa internacional. 
La plataforma del Observatorio Hispano-Argentino de las Personas con discapacidad y situación de vulnerabilidad, formada por un grupo de entidades sin ánimo de lucro de Latinoamérica y España, dedicada a la defensa de los derechos e intereses de los colectivos más vulnerables, tenía por objetivo generar debate intelectual y ayudar a construir políticas concretas en el ámbito de la discapacidad y los derechos de humanos. El Observatorio, como organismo plural, acogió foros, grupos de trabajo, difundió informes jurídico-técnicos e iniciativas sociales diversas desde el año 2008 hasta inicios del año 2011.

## Estructura
El programa RIEDDH tiene la siguiente estructura organizativa:
- Consejo Asesor
- Dirección ejecutiva
- Dirección técnica
- Secretaría ejecutiva
- Oficina administrativa
- Responsable relaciones con entidades, empresas y sociedad civil, Responsable de comunicación
- Comisión de políticas legislativas
- Coordinadores de áreas de trabajo: empleo, accesibilidad, capacidad jurídica, acceso a la justicia, juventud.